# Oratorio di San Giovanni Battista (Loano)
L'oratorio di San Giovanni Battista è un luogo di culto cattolico situato nel comune di Loano, in via Renato Boragine, in provincia di Savona.

## Storia e descrizione

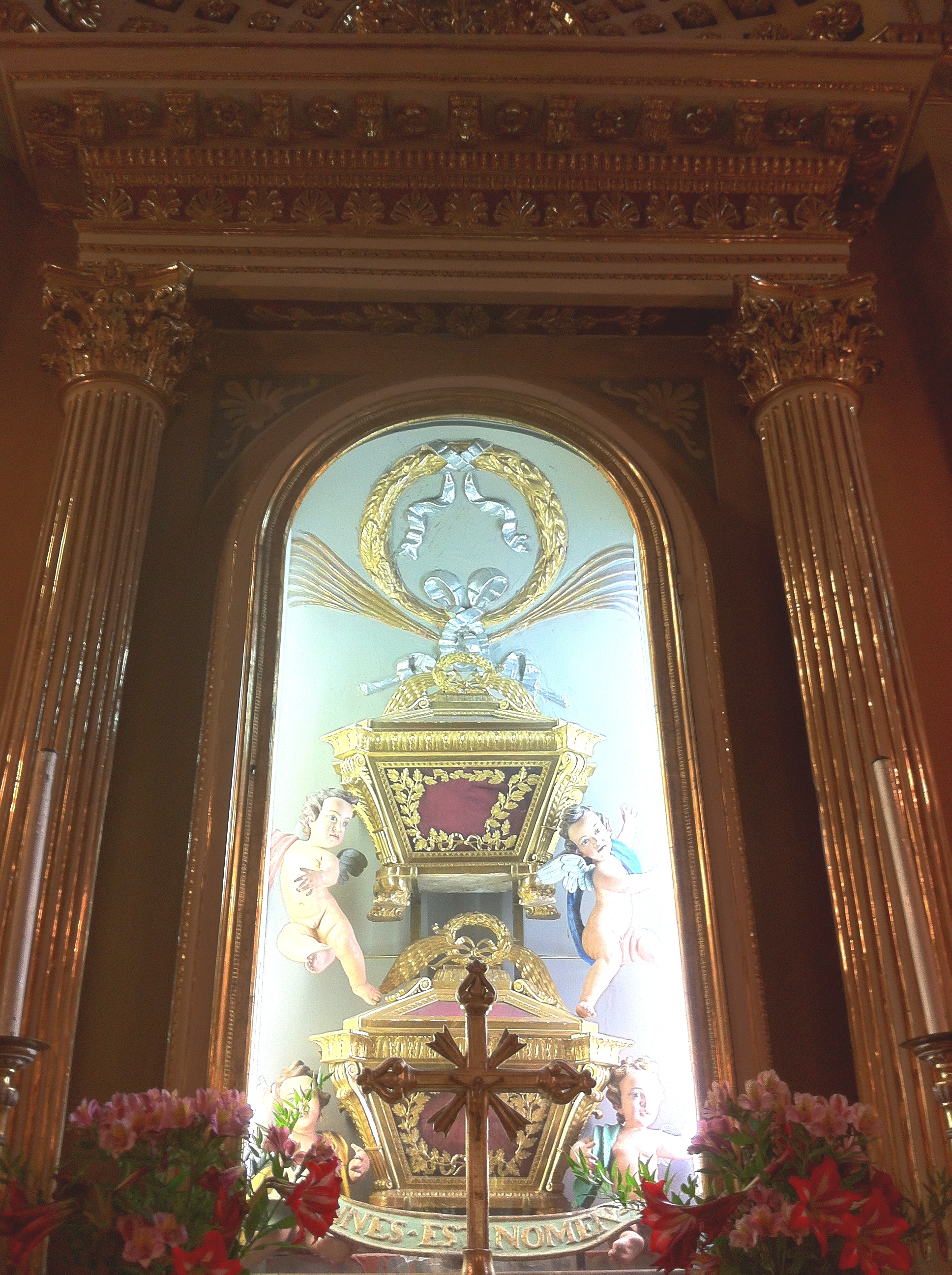
Reliquari con porzione di ceneri di san Giovanni Battista

L'oratorio è sede della Confraternita dei Disciplinanti Bianchi di San Giovanni Battista, tra le più antiche d'Italia, fondata nel 1262.

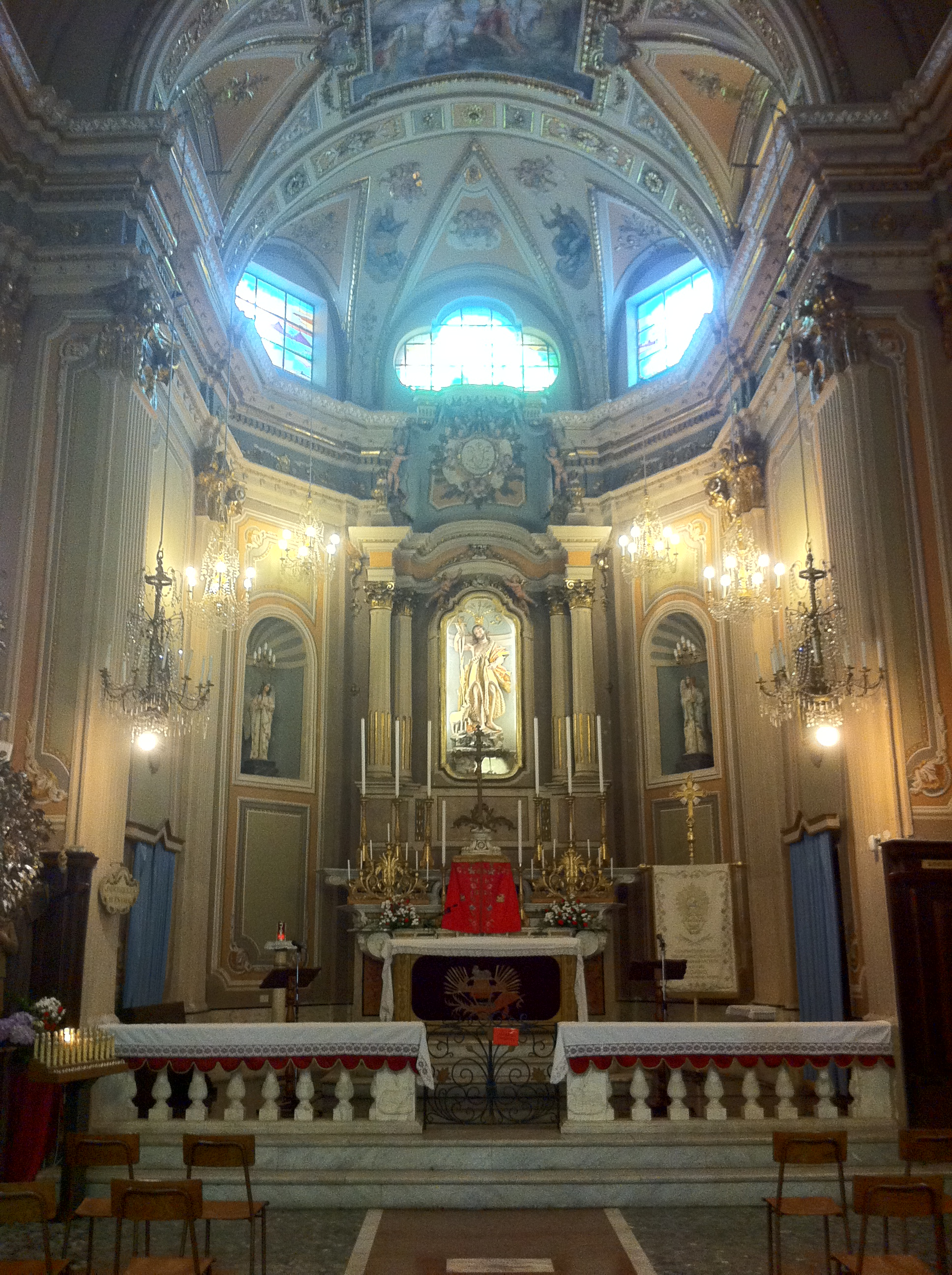
Il presbiterio dell'oratorio delle cappe bianche

L'edificio, il cui primo impianto sorse in un periodo attestabile all'VIII secolo e quindi tra i primi luoghi cristiani del territorio loanese, divenne in seguito chiesa dell'abbazia benedettina di San Giovanni delle monache benedettine che, dopo l'allontanamento previsto con il breve di papa Alessandro IV del 1257, lasciarono Loano nel 1260; chiesa che a sua volta è riconducibile alla pieve di San Giovanni e Santa Maria donata ai benedettini dell'abbazia di San Pietro in Varatella (Toirano) da Carlo Magno.
Con la nascita del nuovo borgo lungo la costa - il Burgo in ripa maris voluto dal conte Raffo Doria (figlio del primo conte di Loano principe Oberto Doria) nel corso del XIV secolo - l'allora chiesa di San Giovanni Battista assunse proprio il ruolo di sede parrocchiale del nascente centro; titolo che poi passò al duomo di Loano.

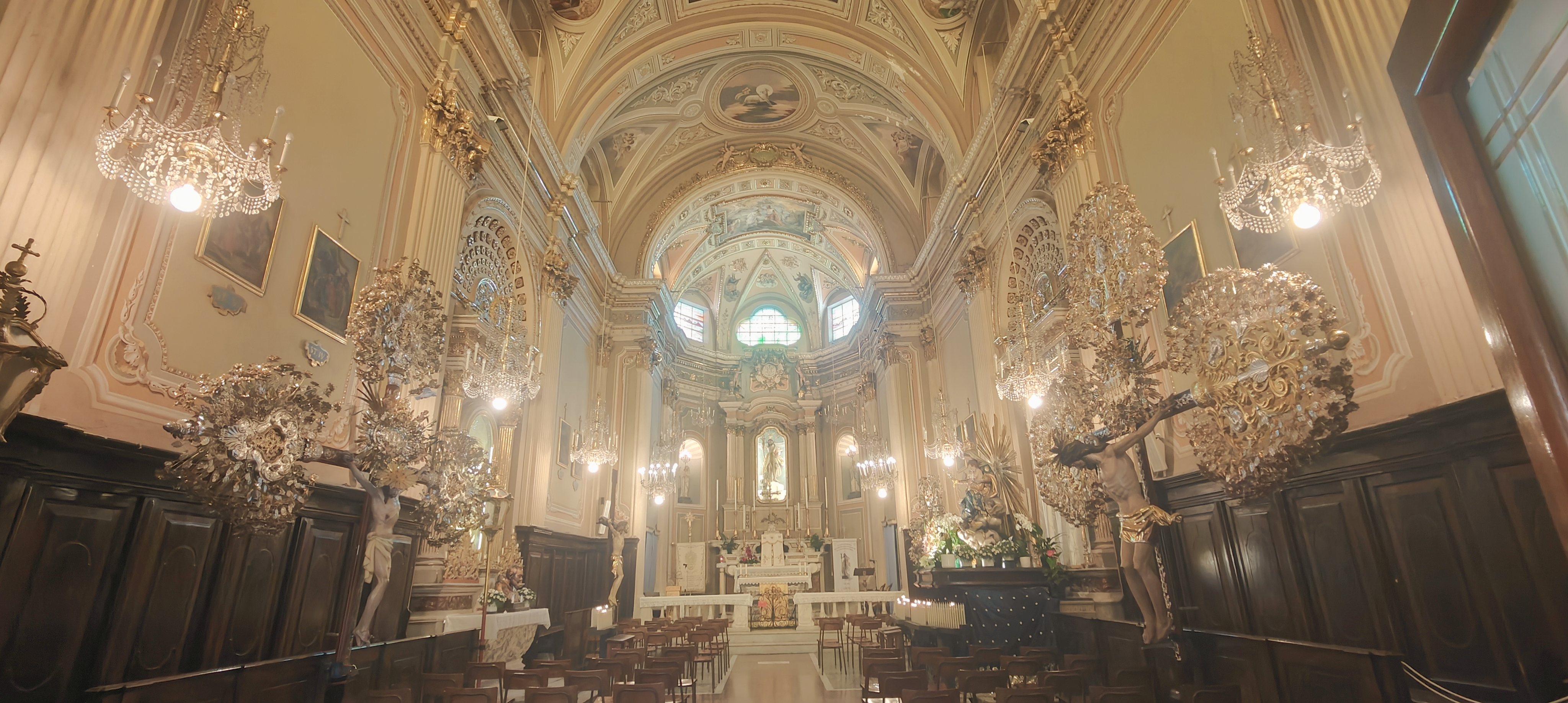
Foto vista generale degli interni dell'oratorio detto delle "Cappe Bianche" a Loano

L'aspetto attuale è il risultato di un rifacimento Settecentesco, mentre l'interno è in gran parte frutto di intervento ottocenteschi. L'ultimo intervento di ristrutturazione e restauri fu nel 1989-1990. Di particolare interesse, oltre ai crocefissi processionali ed alle statue lignee, si trovano in questo oratorio le urne contenenti parte delle reliquie di san Giovanni Battista provenienti da Genova e donate alla confraternita dai principi Doria. I Disciplinanti delle "Cappe Bianche" furono fondati nel 1269.